# Augustal

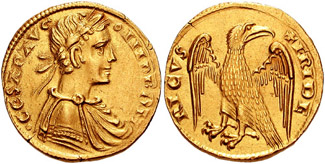

Augustal (latin Augustalis) var ett guldmynt präglat i Brindisi i södra Italien under kejsar Fredrik II.
Mynten hade kejsarens bild på framsidan och en örn på baksidan.